# Изолаччо-ди-Фьюморбо
Изолаччо-ди-Фьюморбо (фр. Isolaccio-di-Fiumorbo, корс. L'Isulacciu di Fiumorbu) — коммуна во Франции, находится в регионе Корсика. Департамент коммуны — Верхняя Корсика. Входит в состав кантона Прунелли-ди-Фьюморбо. Округ коммуны — Корте.
Код INSEE коммуны — 2B135.

## Население
Население коммуны на 2008 год составляло 393 человека.
| 1962 | 1968 | 1975 | 1982 | 1990 | 1999 | 2008 |
| ---- | ---- | ---- | ---- | ---- | ---- | ---- |
| 352  | 451  | 332  | 411  | 346  | 333  | 393  |

## Экономика
В 2007 году среди 205 человек в трудоспособном возрасте (15—64 лет) 106 были экономически активными, 99 — неактивными (показатель активности — 51,7 %, в 1999 году было 51,3 %). Из 106 активных работали 85 человек (55 мужчин и 30 женщин), безработных было 21 (7 мужчин и 14 женщин). Среди 99 неактивных 9 человек были учениками или студентами, 34 — пенсионерами, 56 были неактивными по другим причинам.